# Овул (гора)
Óвул — гора висотою 1609 м, що є кульмінаційною вершиною хребта Верхній Дарів (Західні Горгани) та знаходиться на території Рожнятівського району Івано-Франківської області. На півночі, у гирлі Дарівки знаходяться одразу два лісництва ДП «Осмолодське лісове господарство» ― Різарнянське та Дарівське. Назва вершини походить від латинського слова «ovum», що означає яйце, за відповідну його форму.

## Загальна інформація

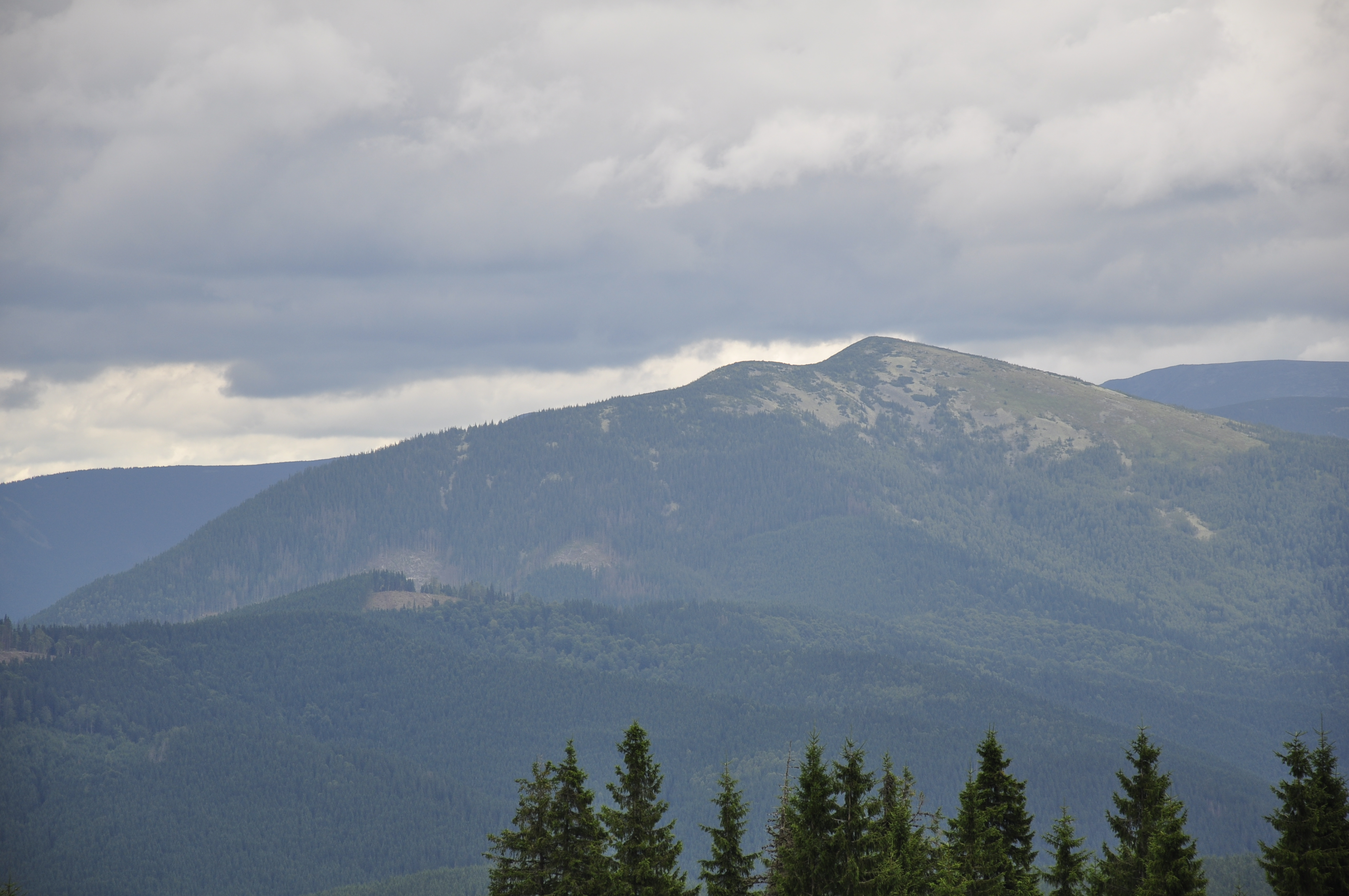
Вигляд зі старого кордону

Знаходиться між долинами р. Лімниця та її притоки Дарівки. Північні схили гори повністю вкриті гірською сосною. Схили гори стрімкі. Південний схил зарослий кущами брусниці, через що восени гора має червонуватий відтінок.
У 1935 р. в межах гори було створено пралісовий заповідник.